# الحل الأخير (فلم)
الحل الأخير فيلم دراما مصري للمخرج عبد الفتاح حسن  في تجربته الثانية عن قصة مقتبسة كتبها بالتعاون معه، سليمان نجيب الذي قام بالبطولة مع ميمي شكيب وسراج منير وراقية إبراهيم، وهو فيلم إجتماعي ينتقد بدعابة ساخرة حياة الطبقة الراقية ويعرض مشاكل الأسرة المصرية وعلاقة الآباء بالأبناء، وتدور الأحداث حول انشغال زوج عن زوجته وشعورها بالفراع الشديد، وتبدأ مشاعرها تتحرك تجاهه ابن خالها.
صدر الفيلم إلى دور العرض المصرية في يوم الاثنين 19 أبريل عام 1937  في سينما رويال بالقاهرة، ويوم الخميس 22 أبريل عام 1937 في سينما كوزموجراف بالإسكندرية.

## طاقم التمثيل
سليمان نجيب: في دور فؤاد بك نجيب (الزوج)
ميمي شكيب: في دور خيرية هانم (الزوجة)
سراج منير: في دور الدكتور شريف (ابن خال خيرية هانم)
راقية إبراهيم: في دور الراقصة حكمت (بطلة مسرحية فؤاد بك)
عباس فارس: في دور محسن باشا (عم خيرية هانم)
عبد الوارث عسر: في دور عم مصطفى
بديعة مصابني: في دور فاطمة هانم
بالاشتراك مع: أنور وجدي - حسن البارودي - إبراهيم عمارة - مصطفى الفلكي - سعاد فخري.

## إنتاج الفيلم
أنتجت شركة مصر للتمثيل والسينما فيلم «الحل الأخير» عام 1937 هو الفيلم رقم 71 في قائمة الأفلام المصرية الروائية الطويلة، وهو الفيلم الثاني في قائمة إنتاج شركة مصر للتمثيل والسينما، بعد فيلم «وداد» لنفس المخرج عام 1936.
كان هناك عدد من الأفلام الرائدة التي عرضت في بدايات عهد السينما في مصر تم فقدها مع حريق استديو مصر الذي تم افتتاحه عام 1935 وكان أول إنتاجه فيلم «وداد» لأم كلثوم في نفس عام افتتاحه، ونشب هذا الحريق عام 1951 ليلتهم عدداً من الأفلام، ولكن بعد سنوات تم العثور على نسخ أخرى من بعض الأفلام المفقودة:  «حلم الشباب» و«الحل الأخير». قدم استديو مصر، فيما بعد، برنامجاً كاملاً من انتاجه عرض فيه جريدة مصر الناطقة، وأفلام «فريضة الحج» و«سوق الملاح» و«حلم الشباب» و«الحل الأخير».

## أحداث الفيلم
يعيش فؤاد بك (سليمان نجيب)، الموظف الكبير بالدولة، حياة هانئة مع زوجته خيرية هانم (ميمي شكيب) والطفلين بكر وعايدة، ويقوم بكتابة المسرحيات في أوقات فراغه، ولذلك فهو مشغول عن أولاده وزوجته بسبب إهتمامه بمسرحياته. يعود من أوروبا الدكتور شريف (سراج منير) ابن خال خيرية هانم، بعد أن أمضى سبع سنوات في باريس، للدراسة والعمل، ويستغل الفراغ الذي تشعر به خيرية هانم، ويغريها بالتحرر وارتياد أماكن اللهو بصحبته، مادام زوجها منصرفاً عنها إلى عمله وكتاباته، كما يحرضها على زوجها، بأن يخبرها بأن زوجها مهتم بالراقصة حكمت (راقية إبراهيم) بطلة مسرحيته الأخيرة. يتمكن شريف من الإيقاع بخيرية هانم في حبه. كانت الراقصة حكمت إحدى ضحايا عبث شريف، قبل سفره إلى باريس، وعندما أدركت ما يدبره شريف، لهدم سعادة فؤاد بك وخيرية هانم، حاولت أن تحول بينه وبين هدم تلك الاسرة السعيدة، وتخبر محسن باشا (عباس فارس) عم خيرية هانم، بما يدبره شريف. يحاول محسن باشا أن ينقذ خيرية مما هي مقبلة عليه، بأن يكشف لها عن نوايا الدكتور شريف السيئة، ثم يطلب من شريف أن يكتب أمام خيرية، تعهداً بالزواج منها، إذا انفصلت عن زوجها فؤاد، ولكن شريف يرفض التوقيع. تخرج مسرحية فؤاد بك، إلى النور بعد تغيير بعض وقائعها، حتى تصبح مطابقة لموقف خيرية هانم مع شريف، ويتولى فؤاد بك تلقين الممثلين، ويتمكن محسن باشا من إقناع خيرية، لمشاهدة المسرحية، حتى ترى المصير السيئ، الذي كان ينتظرها، إذا استمرت في غيها مع شريف، فيعود إليها صوابها، وتعود إلى زوجها وأولادها، وإلى حياتها العائلية السعيدة.

## وصلات خارجية
- الحل الأخير على موقع IMDb (الإنجليزية)
- الحل الأخير على موقع قاعدة بيانات الأفلام العربية
- الحل الأخير على الدهليز